# Kenji Honnami
Kenji Honnami (本並 健治, Honnami Kenji, Hirakata, 23 juni 1964) is een Japans voormalig voetballer die als doelman speelde.

## Carrière
Kenji Honnami speelde tussen 1986 en 2001 voor Gamba Osaka en Tokyo Verdy.

## Japans voetbalelftal
Kenji Honnami debuteerde in 1994 in het Japans nationaal elftal en speelde 3 interlands.

## Statistieken
| Japans voetbalelftal | Japans voetbalelftal | Japans voetbalelftal |
| Jaar                 | Wed.                 | Dlp.                 |
| -------------------- | -------------------- | -------------------- |
| 1994                 | 3                    | 0                    |
| Totaal               | 3                    | 0                    |